# کونی واسموت
کونی واسموت (آلمانی: Conny Waßmuth؛ زادهٔ ۴ آوریل ۱۹۸۳) قایقران کایاک اهل آلمان است.